# Liste des sauterelles de Bretagne
La liste ci-dessous recense les 55 espèces de criquets et de sauterelles observées en Bretagne. Le territoire considéré correspond aux départements de la Bretagne historique, soit les Côtes-d'Armor, le Finistère, l’Ille-et-Vilaine, la Loire-Atlantique et le Morbihan.
Un travail d'inventaire et de mise à jour des cartes de répartition géographique est en cours par les associations Bretagne vivante et GRETIA depuis 2010.
Les sauterelles est le nom générique pour ces insectes qui se décomposent en deux sous ensembles : les Ensifères et les Caelifères.

## 29 espèces du sous-ordre desensifères
Les ensifères comprennent les sauterelles, grillons et courtilières.
* Les sauterelles
- - Phaneroptera falcata (Poda, 1761) - Phanéroptère commun, partout en Bretagne mais moins présent en Finistère et Côtes-d'Armor
  - Phaneroptera nana (Fieber, 1853) - Phanéroptère méridional, partout en Bretagne mais pas présent en Finistère et Côtes-d'Armor
  - Barbitistes serricauda (Fabricius, 1794) - Barbitiste des bois, seulement observé dans le Trégor
  - Leptophyes punctatissima (Bosc, 1792) - Leptophye ponctuée, partout en Bretagne
  - Meconema thalassinum (De Geer, 1773) - Méconème Tambourinaire, partout en Bretagne
  - Meconema meridionale (A. Costa, 1860) - Méconème fragile, partout en Bretagne mais pas en Côtes-d'Armor
  - Cyrtaspis scutata (Chartpentier, 1825) - Méconème scutigère, partout en Bretagne mais pas présent en Finistère et Côtes-d'Armor
  - Conocephalus fuscus (Fabricius, 1973) - Conocéphale bigarré, partout en Bretagne
  - Conocephalus dorsalis (Latreille, 1804) - Conocéphale des roseaux, partout en Bretagne
  - Ruspolia nitidula (Scopoli, 1786) - Conocéphale gracieux, partout en Bretagne mais pas présent en Côtes-d'Armor
  - Tettigonia viridissima (Linnaeus, 1758) - Grande sauterelle verte, partout en Bretagne
  - Platycleis albopunctata (Goeze, 1778) - Decticelle chagrinée, partout en Bretagne
  - Platycleis affinis (Fieber, 1853) - Decticelle côtière, seulement sur le littoral du Morbihan et de la Loire-Atlantique
  - Tessellana tessellata (Charpentier, 1825) - Decticelle carroyée, partout en Bretagne mais moins présent en Finistère et Côtes-d'Armor
  - Metrioptera brachyptera (Linnaeus, 1761) - Decticelle des bruyères, partout en Bretagne mais moins présent en Loire-Atlantique
  - Metrioptera saussuriana (Frey - Gessner, 1872) - Decticelle des alpages, seulement dans les Monts d'Arrée et dans les montagnes Noires
  - Bicolorana roeselii (Hagenbach, 1822) - Decticelle bariolée, partout en Bretagne
  - Pholidoptera griseoaptera (De Geer, 1773) - Decticelle cendrée, partout en Bretagne
  - Ephippiger ephippiger (Dufour, 1841) - Éphippigère des vignes, partout en Bretagne
  - Uromenus rugosicollis (Serville, 1838) - Éphippigère caréné, surtout en Loire-Atlantique

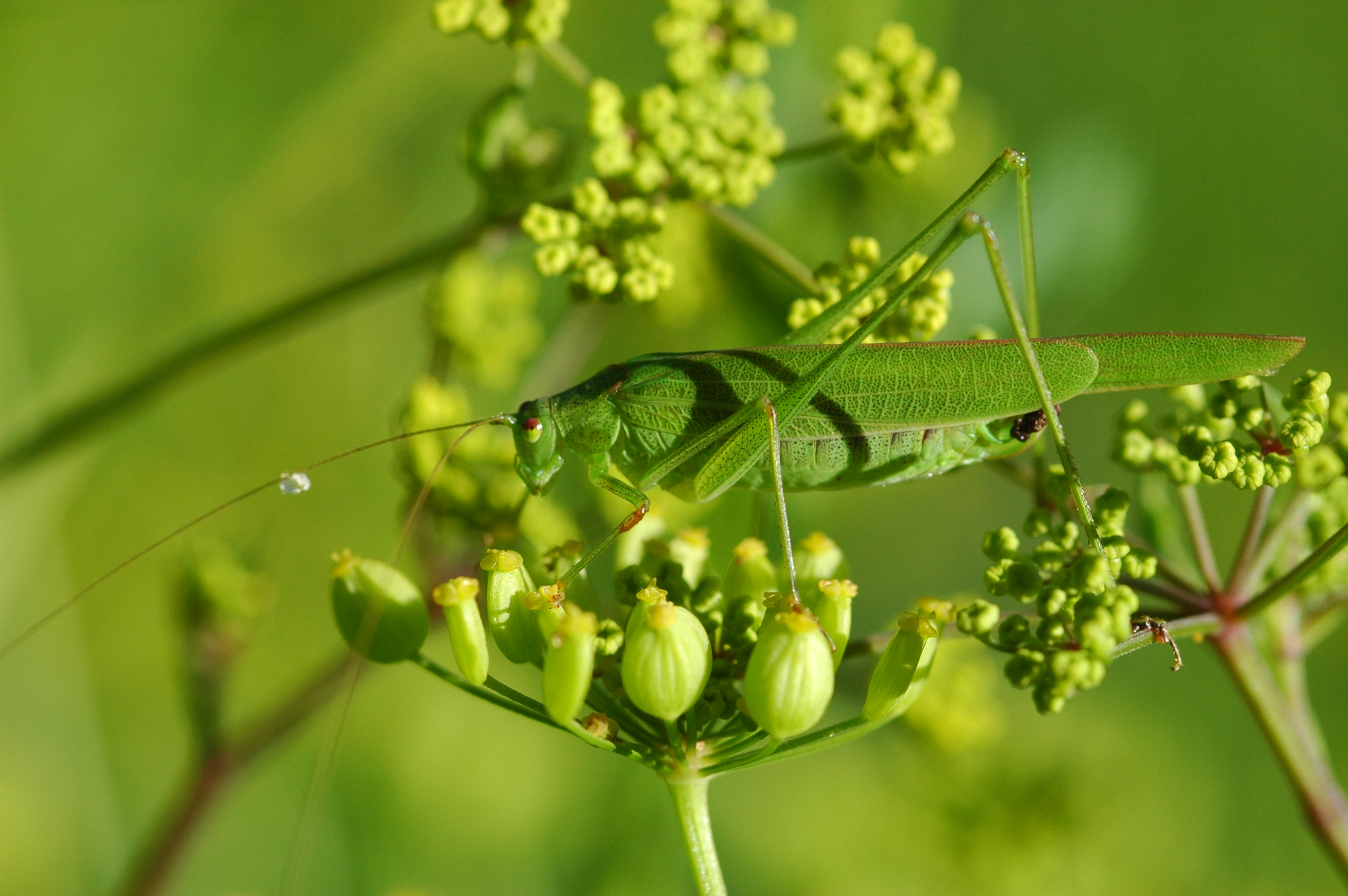
Phanéroptère commun
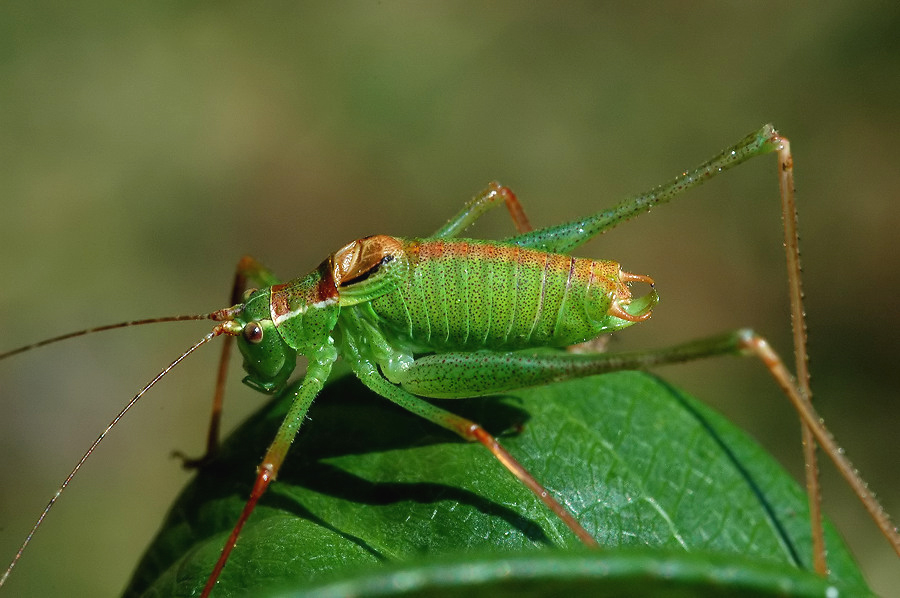
Leptophye ponctuée
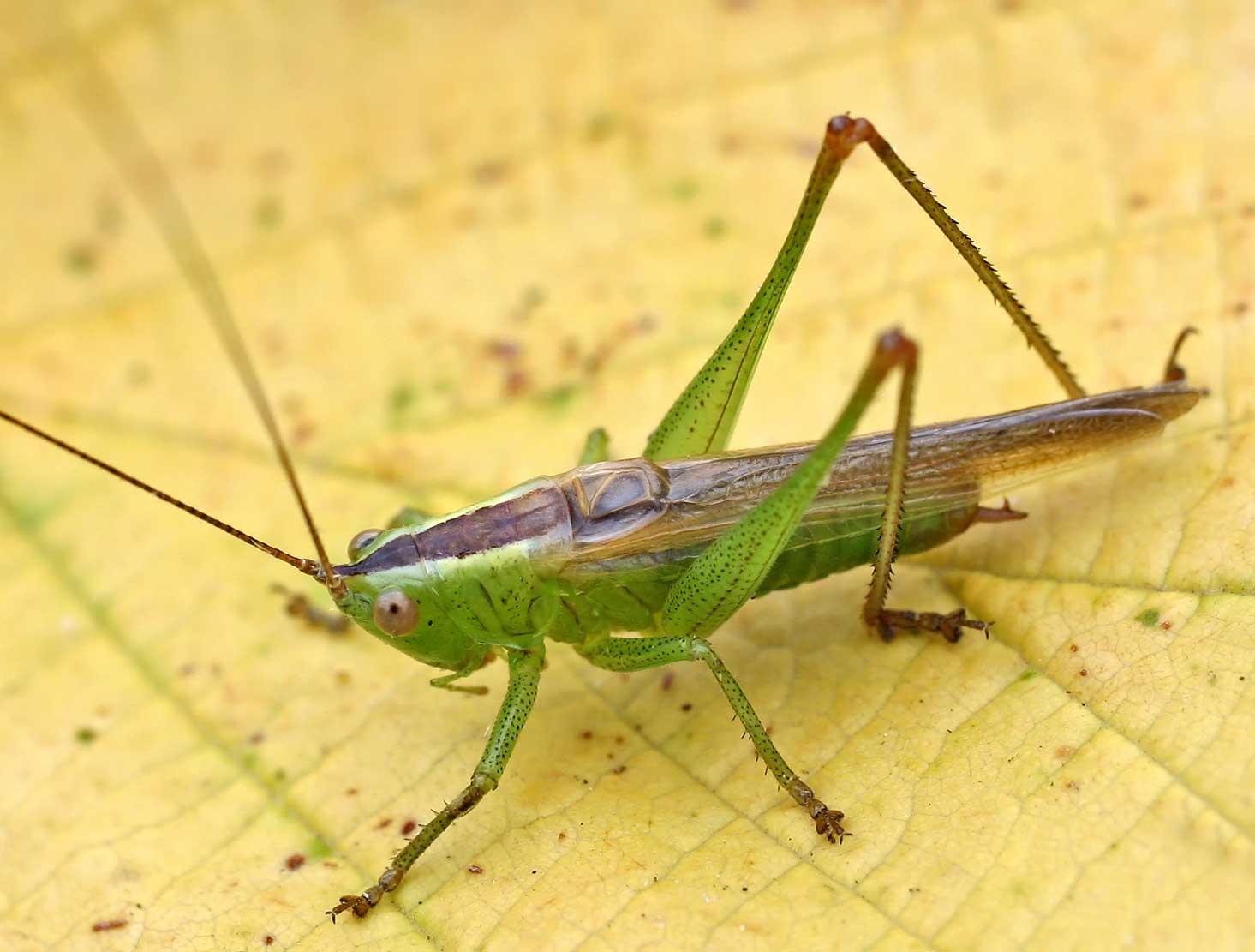
Conocéphale bigarré
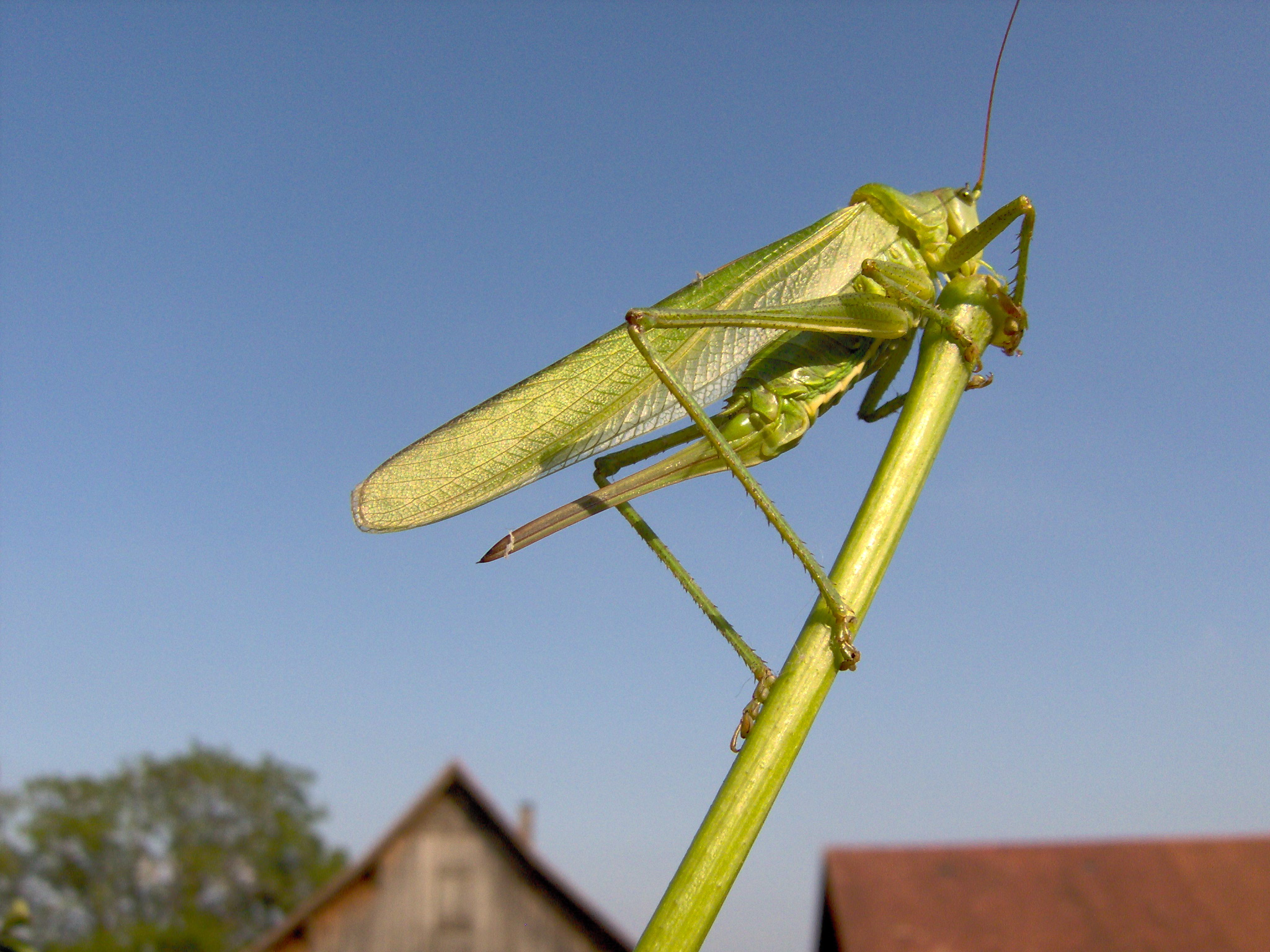
Grande sauterelle verte
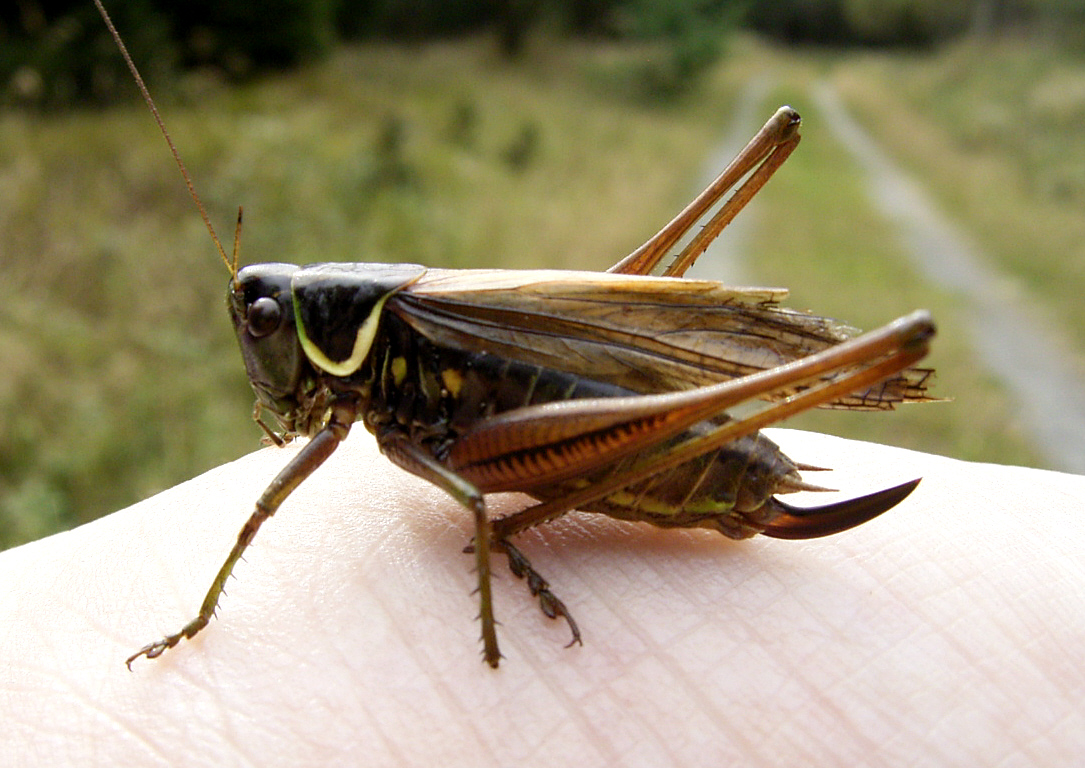
Decticelle bariolée

* les grillons et courtillières
- - Gryllus campestris (Linneaus, 1758) - Grillon champêtre, partout en Bretagne
  - Acheta domestica (Linneaus, 1758) - Grillon domestique, surtout sur Rennes, Lorient et Brest
  - Modicogryllus bordigalensis (Latreille, 1804) - Grillon bordelais, partout en Bretagne mais pas présent en Côtes-d'Armor
  - Nemobius sylvestris (Bosc, 1792) - Grillon des bois, partout en Bretagne
  - Pteronemobius heydenii (Fischer, 1853) - Grillon des marais, partout en Bretagne mais pas présent en Côtes-d'Armor
  - Pteronemobius lineolatus (Brulié, 1835) - Grillon des torrents, seulement dans la moitié Est de la Bretagne
  - Pseudomogoplistes vicentae (Gorochov, 1996) - Grillon de la Manche, seulement sur le littoral du Finistère et des Côtes-d'Armor
  - Oecanthus pellucens (Scopoli, 1763) - Grillon d'Italie, partout en Bretagne
  - Gryllotalpa gryllotalpa (Linnaeus, 1758) - Courtilière commune, partout en Bretagne

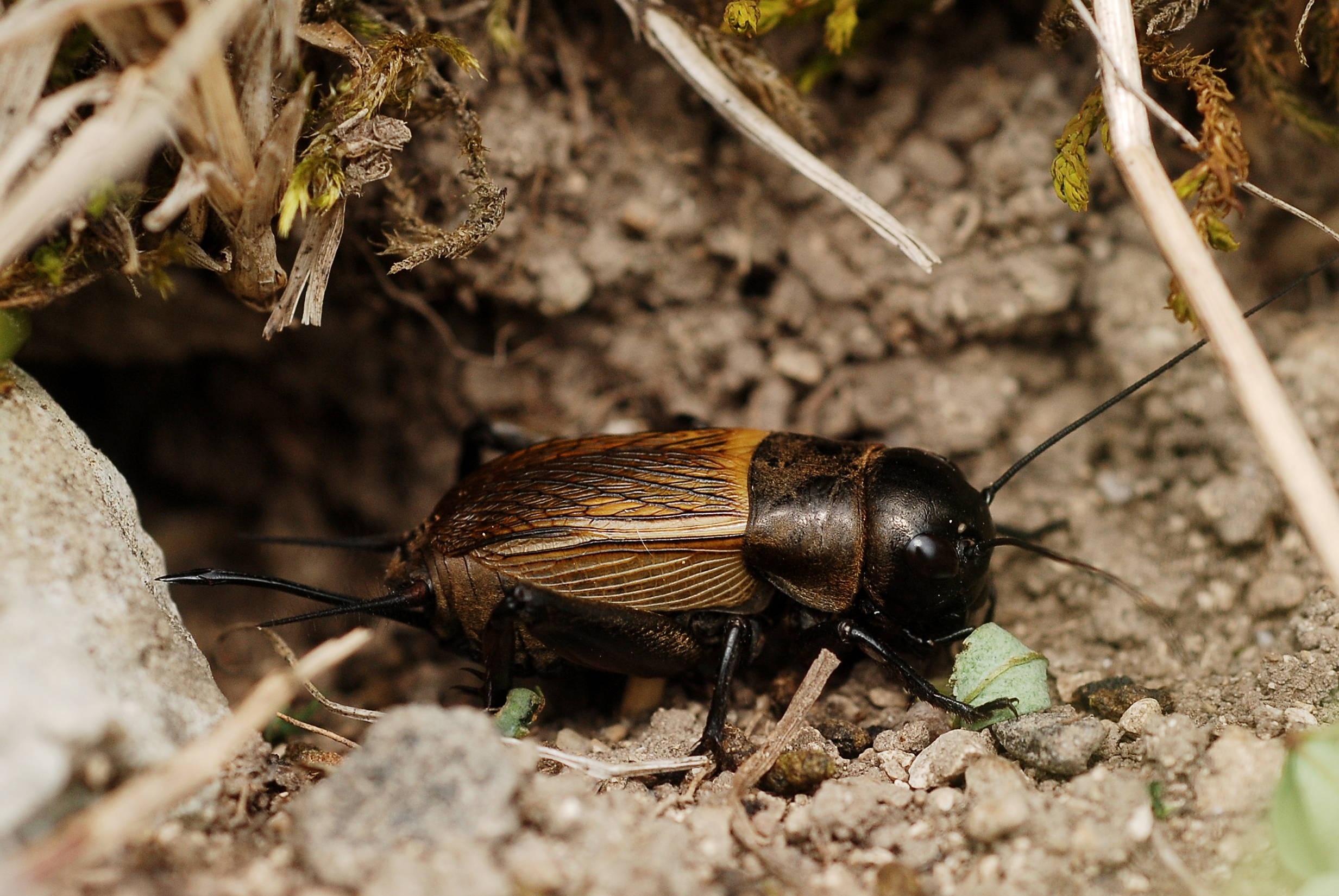
Grillon champêtre
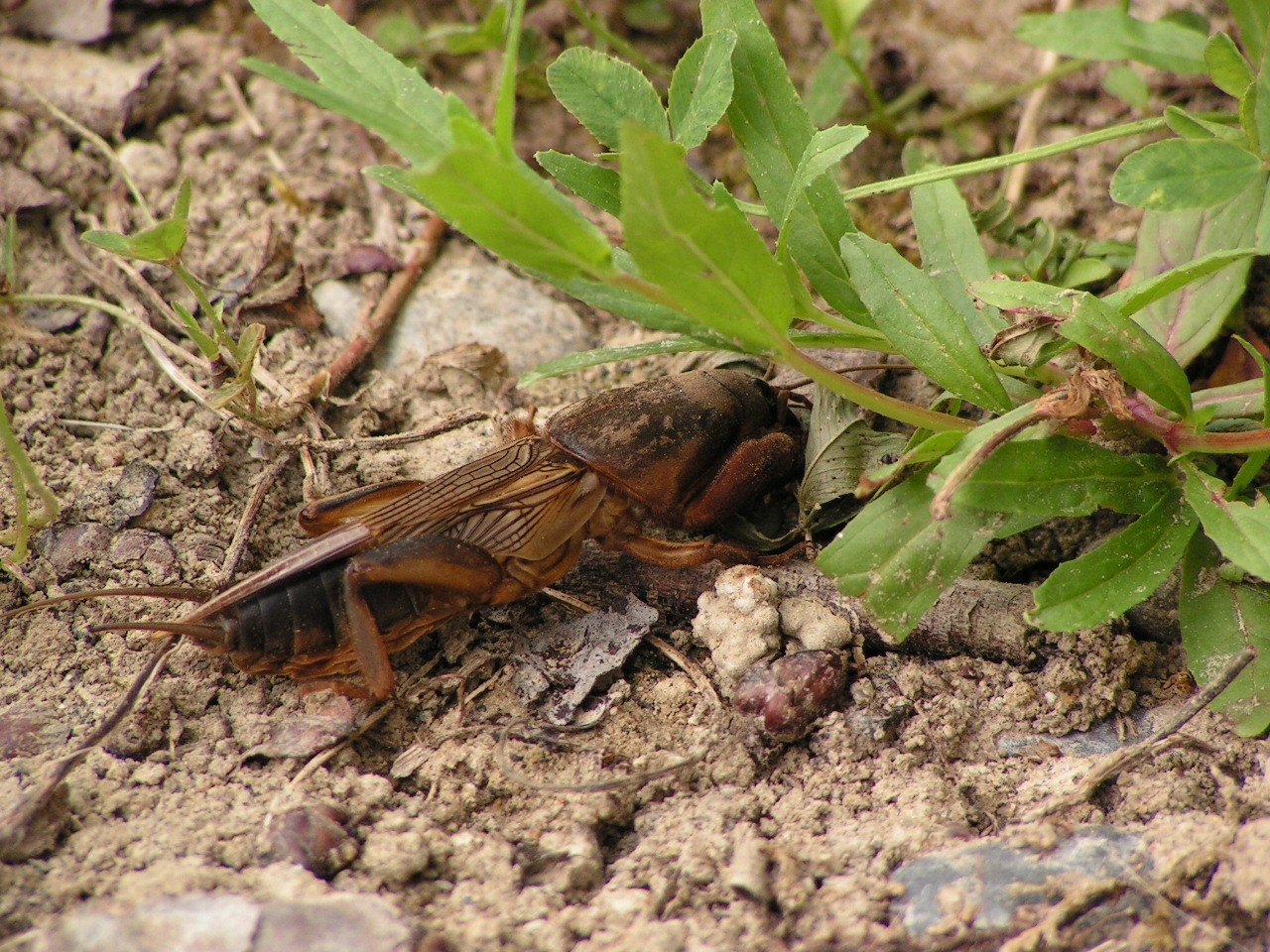
Courtilière commune

## 26 espèces du sous-ordre descaelifères
- Oedipoda caerulescens (Linnaeus, 1758) - Œdipode turquoise, partout en Bretagne
- Sphingonotus caerulans (Linnaeus, 1767) - Œdipode aigue-marine, rares stations en Morbihan et Ille-et-Vilaine, plus présente sur le littoral de la Loire-Atlantique
- Aiolopus thalassinus (Fabricius, 1781) - Œdipode émeraudine, sur la moitié Sud de la Bretagne
- Stethophyma grossum (Linnaeusn 1758) - Criquet ensanglanté, partout en Bretagne mais moins présent en Côtes-d'Armor
- Paracinema tricolor (Criquet tricolore) - Criquet tricolore, sur la moitié Sud de la Bretagne
- Calephorus compressicornis (Latreille, 1804) - Criquet des dunes, sur la moitié Sud de la Bretagne
- Chrysochraon dispar (Germar, 1834) - Criquet des clairières, partout en Bretagne sauf le Finistère
- Dociostaurus jagoi (Soltani, 1978) - Criquet de Jago, rares stations sur le littoral de la Loire-Atlantique
- Gomphocerippus rufus (Linnaeus, 1758) - Gomphocère roux, surtout en Ille-et-Vilaine
- Stenobothrus stigmaticus (Rambur, 1838) - Sténonobothre nain, sur la moitié Sud de la Bretagne
- Stenobothrus lineatus (Panzer, 1796) - Sténonobothre de la Palène, stations isolées mais partout en Bretagne
- Myrmeleotettix maculatus (Thunberg, 1815) - Gomphocère tacheté, partout en Bretagne
- Omocestus rufipes (Zetterstedt, 1821) - Criquet noir-ébène, partout en Bretagne mais moins présent à l'Ouest de la diagonale Concarneau - Saint-Brieuc
- Omocestus viridulus (Linnaeus, 1758) - Criquet verdelet, seulement dans les Monts d'Arrée et les montagnes Noires
- Chorthippus parallelus (Zetterstedt, 1821) - Criquet des pâtures, criquet le plus présent en Bretagne
- Chorthippus montanus (Charpentier, 1825) - Criquet palustre, seulement dans les Monts d'Arrée et les montagnes Noires
- Chorthippus albomarginatus (De Geer, 1773) - Criquet marginé, partout en Bretagne
- Chorthippus dorsatus (Zetterstedt, 1821) - Criquet verte-échine, stations isolées sur le Centre Bretagne, Saint-Brieuc et Dinard
- Chorthippus vagans (Eversmann, 1848) - Criquet des pins, partout en Bretagne sauf en Finistère
- Chorthippus brunneus (Thunberg, 1815) - Criquet duettiste, partout en Bretagne
- Chorthippus biguttulus (Linnaeus, 1758) - Criquet mélodieux, partout en Bretagne
- Chorthippus binotatus (Charpentier, 1825) - Criquet des ajoncs, partout en Bretagne
- Euchorthippus declivus (Brisout, 1848) - Criquet des bromes, partout en Bretagne sauf en Finistère
- Euchorthippus elagantulus (Zeuner, 1940) - Criquet blafard, sur la moitié Sud de la Bretagne

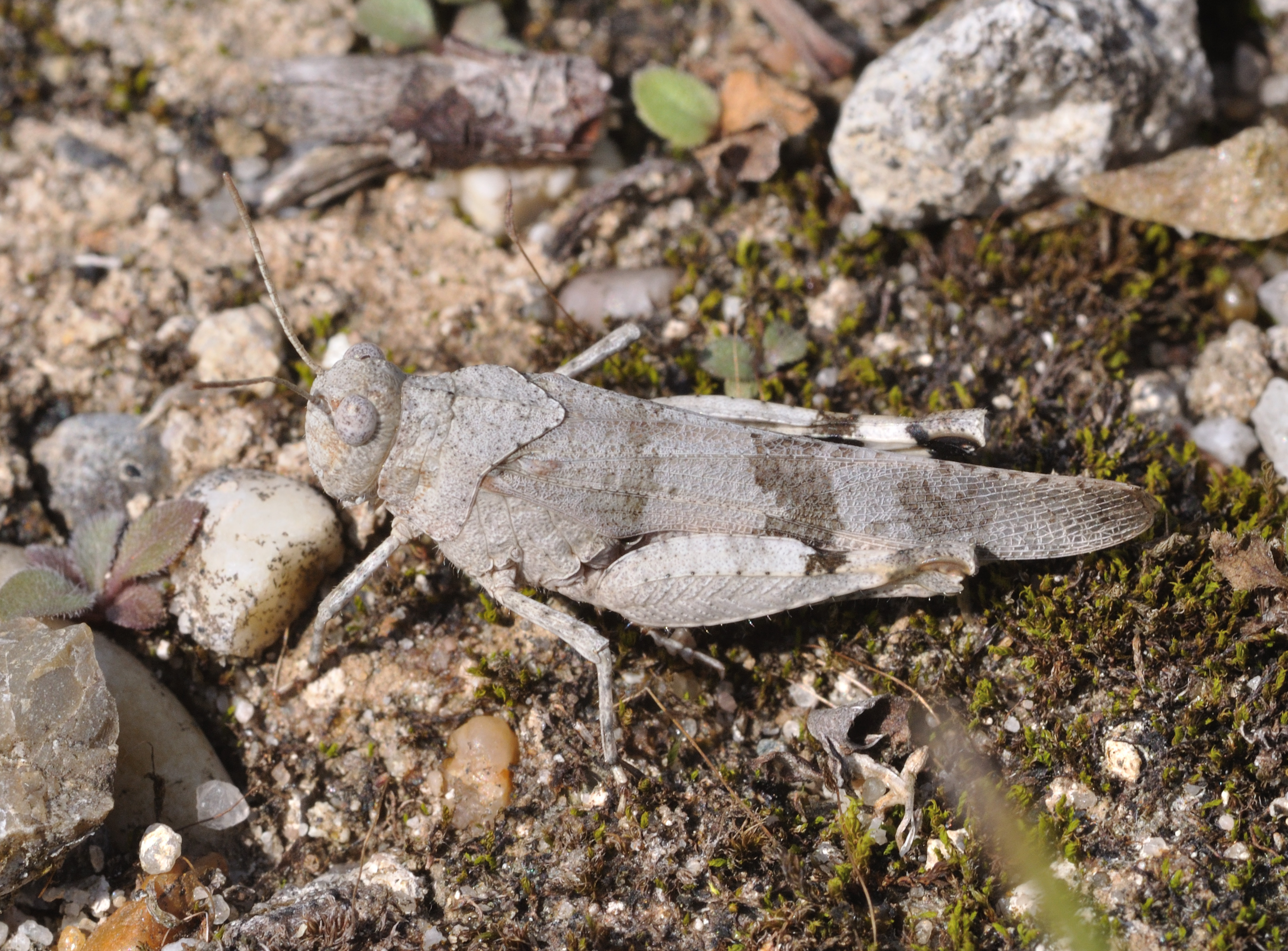
Œdipode turquoise
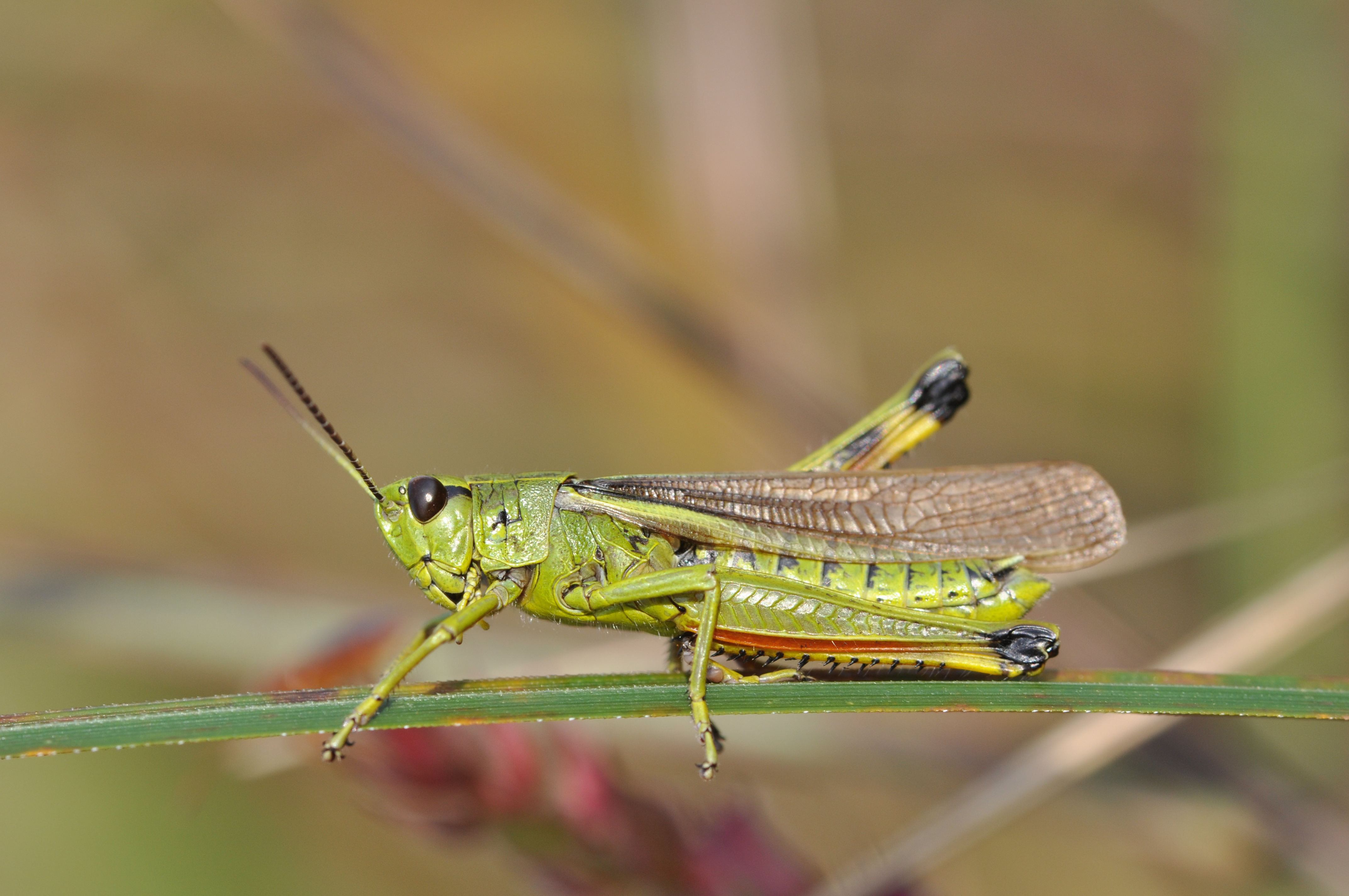
Criquet ensanglanté
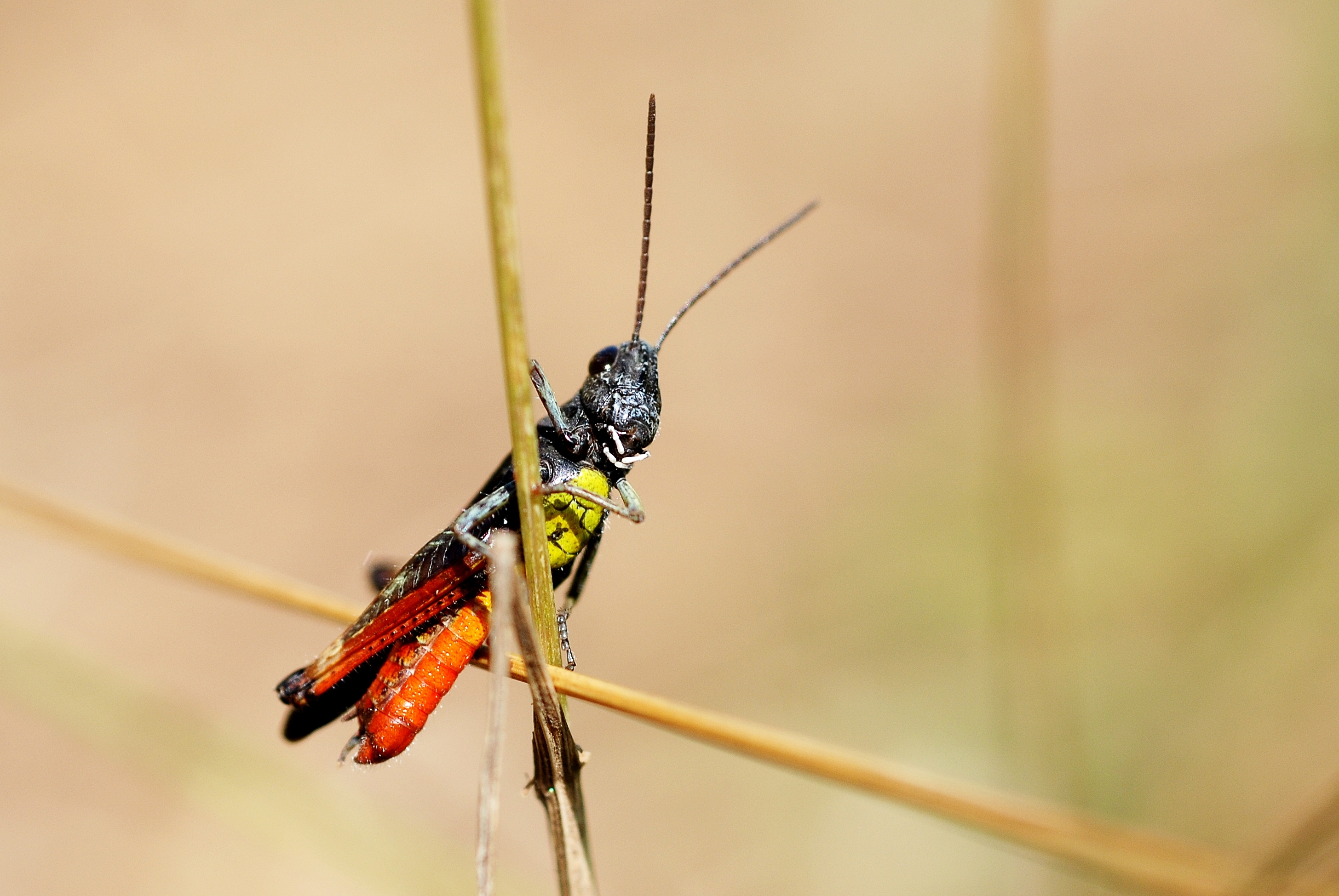
Criquet noir-ébène
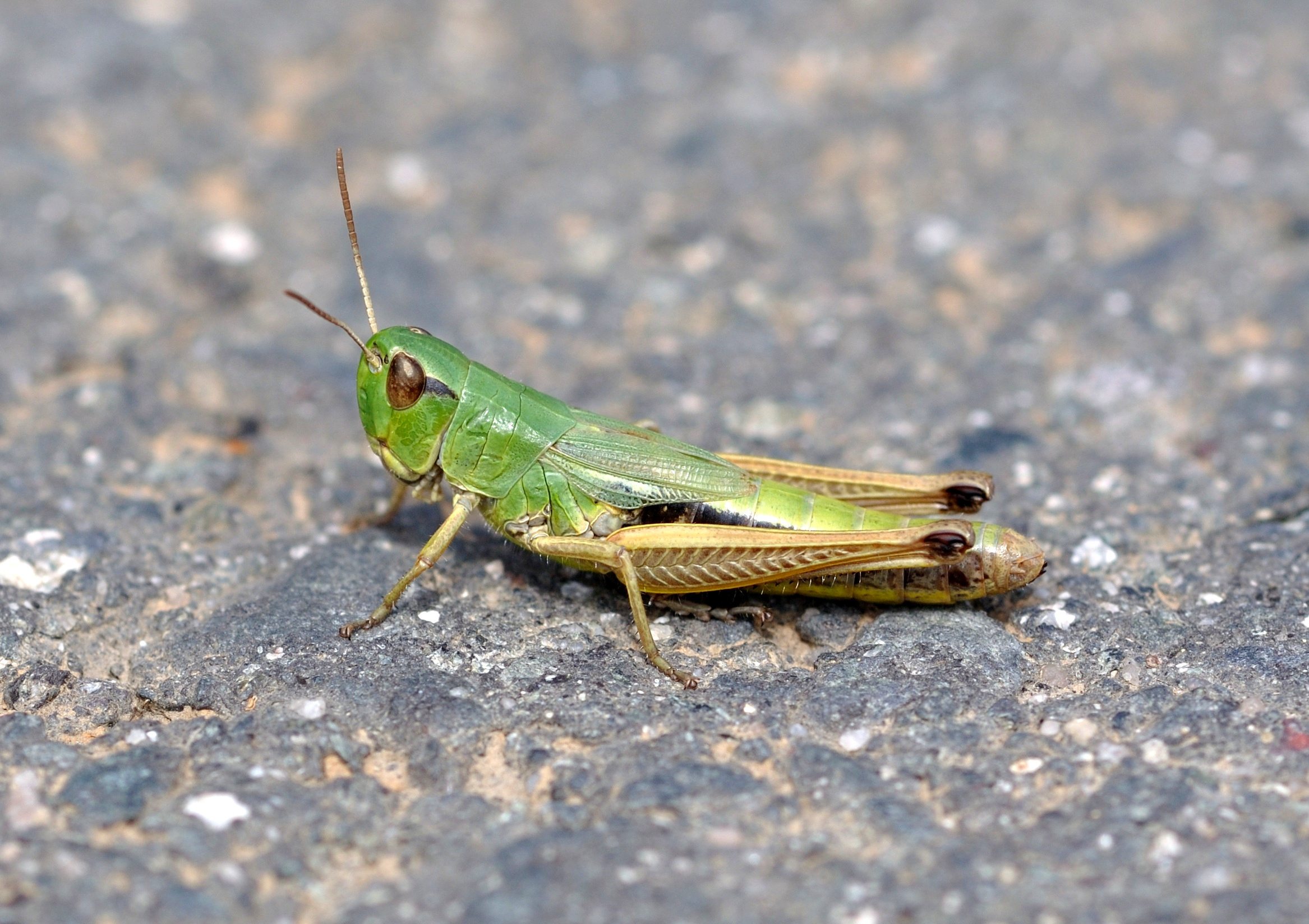
Criquet des pâtures
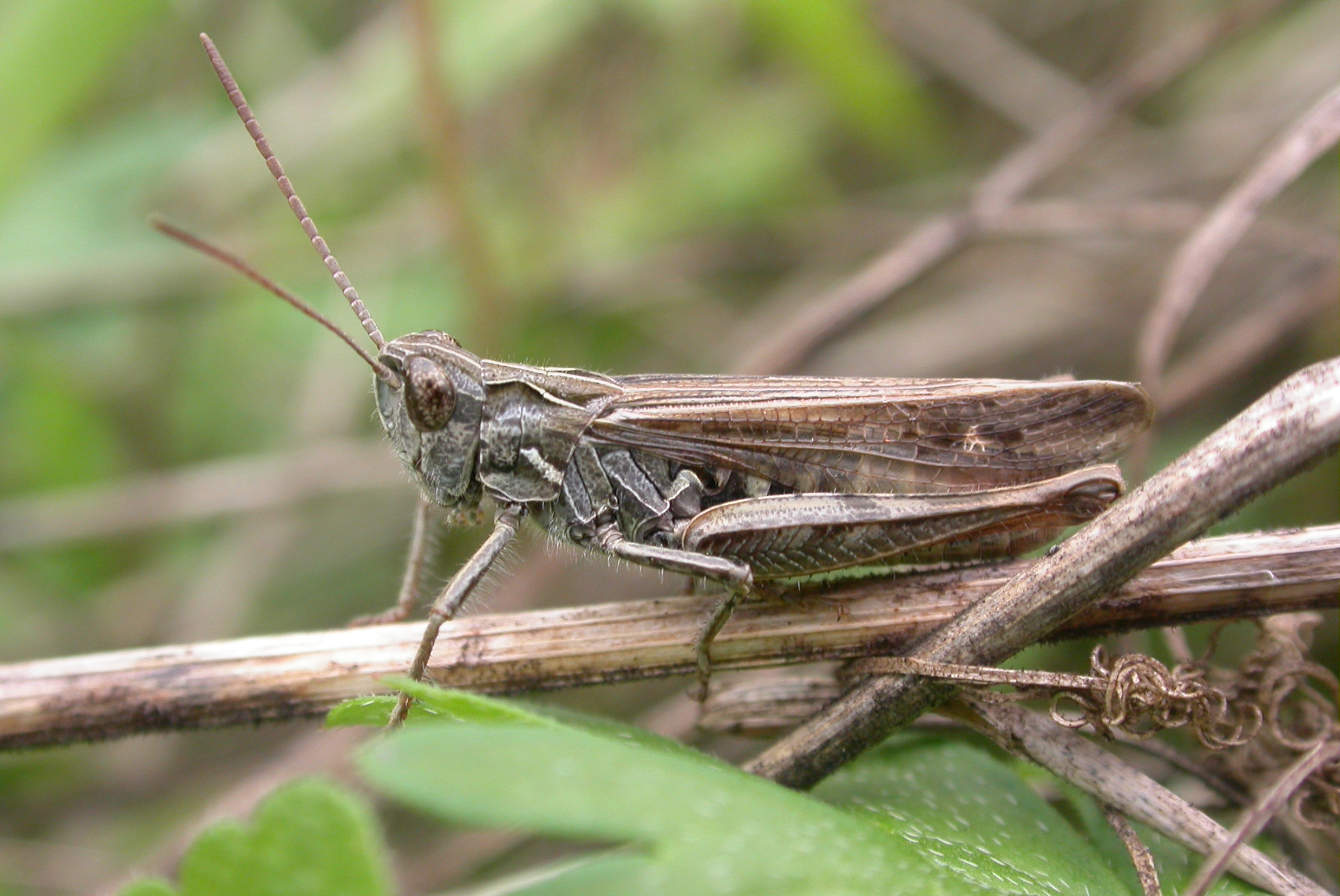
Criquet mélodieux

## Sources